# Sint-Gillis-Waas
Sint-Gillis-Waas és un municipi belga de la província de Flandes Oriental a la regió de Flandes.

## Seccions
| #                | Nom                                                                      | Extensió | Població (2001) |
| ---------------- | ------------------------------------------------------------------------ | -------- | --------------- |
| I (V) (VI) (VII) | Sint-Gillis-Waas -Sint-Gillis-Waas -'t Kalf -Hoogeinde -Peisels en Verre |          |                 |
| II               | Sint-Pauwels                                                             |          |                 |
| III (VIII)       | Meerdonk -Meerdonk -Kemzeke                                              |          |                 |
| IV               | De Klinge                                                                | 2,72     | 3.077           |

## Situació
- a. Kieldrecht (Beveren)
- b. Verrebroek (Beveren)
- c. Vrasene (Beveren)
- d. Nieuwkerken-Waas (Sint-Niklaas)
- e. Sint-Niklaas
- f. Belsele (Sint-Niklaas)
- g. Kemzeke (Stekene)

## Agermanaments
- Águeda

## Personatges il·lustres
- Marianne Thyssen, eurodiputada i cap del CD&V.